# لری هیورینگ
لری هیورینگ (انگلیسی: Lori Heuring؛ زادهٔ ۶ آوریل ۱۹۷۳) هنرپیشه اهل ایالات متحده آمریکا است.

## گزیدهٔ آثار

### سینما
- فقط باهاش کنار بیا (۲۰۱۱)
- صلیب (۲۰۱۱)
- گرسنگی (۲۰۰۹)
- شب پرام (۲۰۰۸)
- هیئت منصفه فراری (۲۰۰۳)
- تابو (۲۰۰۲)
- گردن‌بند (۲۰۰۲)
- جاده مالهالند (۲۰۰۱)

### تلویزیون
- آلیاس (۲۰۰۱)
- نسخه اولیه (۱۹۹۸)